# Finn Wittrock
Peter Wittrock Jr. dit Finn Wittrock,  né le 28 octobre 1984 à Lenox (Massachusetts), est un acteur américain.

## Biographie
Peter Wittrock Jr. naît à Lenox dans le Massachusetts. Il est le fils de Kate Claire Crowley, professeur d'ergothérapie à l'université du Sud de la Californie et de l'acteur Peter L. Wittrock (sr). Il a un frère cadet prénommé Dylan.
Il passe son enfance près du théâtre Shakespeare & Company à Lenox, où son père enseigne à de futurs comédiens. Néanmoins, ce ne sont pas les nombreuses représentations auxquelles il assiste qui lui donneront envie d'être acteur.
Plus tard, il fréquente Los Angeles County High School for the Arts puis il est accepté à l'école de spectacle privée Juilliard School à New York, mais refuse d'y entrer préférant trouver du travail à Los Angeles. 
Après plusieurs auditions et refus, il décide finalement de retourner étudier l'année suivante. Il obtient son baccalauréat en beaux-arts en 2008.

### Vie privée
Il est marié à Sarah Roberts depuis le 18 octobre 2014,. Ils ont un fils, Jude, né en mars 2019.

## Carrière
En 2003, à l'âge de dix-neuf ans, Finn Wittrock débute à la télévision dans les séries Cold Case : Affaires classées, et Urgences. Il obtient également des rôles secondaires dans la série Les Experts : Miami et dans un téléfilm de Disney, Les Sorcières d'Halloween 3 sorti en 2004.
Il revient en 2009, après une pause de cinq ans loin des plateaux, dans le feuilleton télévisé La force du destin.
L'année suivante, il débute au cinéma dans le film Twelve de Joel Schumacher.
En 2011, il incarne Danny dans la série Torchwood le temps d'un épisode. L'année suivante, il tourne aussi dans les séries La Loi selon Harry et Esprits criminels.
En 2012, et parallèlement à sa carrière d'acteur, il fait ses débuts sur les planches de Broadway dans la pièce Mort d'un commis voyageur au côté de Philip Seymour Hoffman.
En 2014, il est à l'affiche de plusieurs productions cinématographiques : Un amour d'hiver d'Akiva Goldsman et Noé, le film à succès de Darren Aronofsky. Il joue également dans le téléfilm The Normal Heart, réalisé par Ryan Murphy et diffusé sur la chaîne HBO. 
Cette collaboration lui permet de rejoindre le casting de la quatrième saison d'American Horror Story, série d'anthologie horrifique créée par Ryan Murphy et Brad Falchuk. Il y interprète Dandy Mott, un jeune homme vaniteux et psychologiquement instable. Il renouvelle l'expérience lors de la cinquième saison appelé Hotel où il joue les personnages de Tristan Duffy et de Rudolph Valentino. Toujours en 2014, il rejoint le casting du film Invincible réalisé par Angelina Jolie (sorti en 2015).
En 2016, il revient avec un petit rôle dans la sixième saison d'American Horror Story. Il y incarne Jether Polk, un cannibale sans pitié.
En 2018, il apparaît avec l'actrice Kristen Stewart dans le clip If You Really Love Nothing du groupe Interpol. La même année, il obtient un rôle récurrent dans la deuxième saison d'American Crime Story, basée sur l'assassinat du couturier Gianni Versace en 1997.
En 2020, il rejoint le casting principal de la nouvelle série Ratched de Ryan Murphy sur Netflix, dans le rôle du tueur en série Edmund Tollison.
En 2022, il est au casting du film Eaux profondes d'Adrian Lyne avec Ben Affleck et Ana de Armas.

## Filmographie

### Cinéma

#### Longs métrages
- 2010 : Twelve de Joel Schumacher : Warren
- 2014 : Un amour d'hiver (Winter's Tale) d'Akiva Goldsman : Gabriel
- 2014 : Noé (Noah) de Darren Aronofsky : Toubal-Caïn jeune
- 2015 : Invincible (Unbroken) d'Angelina Jolie : Mac
- 2015 : The Big Short : Le Casse du siècle (The Big Short) d'Adam McKay : Jamie Shipley
- 2015 : My All American d'Angelo Pizzo : Freddie Steinmark
- 2015 : The Submarine Kid d'Eric Bilitch : Spencer Koll
- 2016 : La La Land de Damien Chazelle : Greg
- 2017 : Landline de Gillian Robespierre : Nate
- 2017 : Une drôle de fin (A Futile and Stupid Gesture) de David Wain
- 2017 : Locating Silver Lake d'Eric Bilitch : Seth
- 2017 : Green Olds de Max Mayer : Oscar
- 2017 : A Midsummer Night's Dream (en) de Casey Wilder Mott : Demetrius
- 2018 : Si Beale Street pouvait parler (If Beale Street Could Talk) de Barry Jenkins : Hayward
- 2019 : Judy de Rupert Goold : Mickey Deans
- 2019 : Brothers in Arms (Semper Fi) d'Henry-Alex Rubin : Jaeger
- 2022 : Eaux profondes (Deep Water) d'Adrian Lyne : Tony Cameron
- 2022 : American Girl de Mike Barker : Luke Harrison
- 2024 : Don't Move d'Adam Schindler : Richard

#### Court métrage
- 2014 : Home Is Where Your Heart Aches de Julien Levy

### Séries télévisées
- 2003 : Cold Case : Affaires classées (Cold Case) : Eric Whitley en 1976
- 2003 : Urgences (ER) : Thomas Yoder
- 2004 : Les Experts : Miami (CSI : Miami) : Chad Van Horn
- 2009 - 2011 : La Force du destin (All My Children) : Damon Miller
- 2011 : Torchwood : Danny
- 2012 : La Loi selon Harry (Harry's Law) : Jimmy Cormack
- 2012 : Esprits criminels (Criminal Minds) : Harvey Morell
- 2013 : New York, unité spéciale (Law and Order : Special Victims Unit) : Cameron Tyler
- 2013 : Masters of Sex : Dale
- 2014 - 2015 : American Horror Story : Freak Show : Dandy Mott
- 2015 : Deadbeat : Max
- 2015 - 2016 : American Horror Story : Hotel : Tristan Duffy / Rudolph Valentino
- 2016 : American Horror Story : Roanoke : Jether Polk
- 2018 : American Crime Story : The Assassination of Gianni Versace : Jeffrey Trail
- 2019 : American Horror Story : 1984 : Bobby Richter
- 2020 : Ratched : Edmund Tolleson
- 2021 : American Horror Story : Double Feature : Harry Gardner

#### Téléfilms
- 2004 : Les Sorcières d'Halloween 3 (Halloweentown High) de Mark A.Z. Dippé : Cody
- 2014 : The Normal Heart de Ryan Murphy : Albert

## Distinctions

### Récompenses
- 2015 : Gold Derby Awards du meilleur acteur dans un second rôle dans une mini-série où un téléfilm pour American Horror Story: Freak Show
- 2016 : Gold Derby Awards de la meilleure distribution dans un drame biographique pour The Big Short : Le Casse du siècle, partagé avec Christian Bale, Steve Carell, Ryan Gosling, Brad Pitt, Melissa Leo, Hamish Linklater, John Magaro, Rafe Spall, Jeremy Strong et Marisa Tomei
- 87e cérémonie des National Board of Review Awards 2015 : Meilleure distribution dans un drame biographique pour The Big Short : Le Casse du siècle, partagé avec Christian Bale, Steve Carell, Ryan Gosling, Melissa Leo, Hamish Linklater, John Magaro, Brad Pitt, Rafe Spall, Jeremy Strong et Marisa Tomei
- 2016 : Festival international du film de Palm Springs de la meilleure distribution dans un drame biographique pour The Big Short : Le Casse du siècle, partagé avec Christian Bale, Steve Carell, Ryan Gosling, Brad Pitt, Melissa Leo, Hamish Linklater, John Magaro, Rafe Spall, Jeremy Strong et Marisa Tomei

### Nominations
- 2015 : Awards Circuit Community Awards de la meilleure distribution dans un drame biographique pour The Big Short : Le Casse du siècle,partagé avec Christian Bale, Steve Carell, Ryan Gosling, Brad Pitt, Melissa Leo, Hamish Linklater, John Magaro, Rafe Spall, Jeremy Strong et Marisa Tomei
- 36e cérémonie des Boston Society of Film Critics Awards 2015 : Meilleure distribution dans un drame biographique pour The Big Short : Le Casse du siècle, partagé avec Christian Bale, Steve Carell, Ryan Gosling, Melissa Leo, Hamish Linklater, John Magaro, Brad Pitt, Rafe Spall, Jeremy Strong et Marisa Tomei
- 5e cérémonie des Critics' Choice Television Awards 2015 : Meilleur acteur dans un second rôle dans une mini-série ou un téléfilm pour American Horror Story : Freak Show
- 9e cérémonie des Detroit Film Critics Society Awards 2015 : Meilleure distribution dans un drame biographique pour The Big Short : Le Casse du siècle, partagé avec Christian Bale, Steve Carell, Ryan Gosling, Melissa Leo, Hamish Linklater, John Magaro, Brad Pitt, Rafe Spall, Jeremy Strong et Marisa Tomei
- 2015 : Fangoria Chainsaw Awards du meilleur acteur TV dans un second rôle dans une mini-série ou un téléfilm pour American Horror Story: Freak Show
- 20e cérémonie des Florida Film Critics Circle Awards 2015 : Meilleure distribution dans un drame biographique pour The Big Short : Le Casse du siècle, partagé avec Christian Bale, Steve Carell, Ryan Gosling, Melissa Leo, Hamish Linklater, John Magaro, Brad Pitt, Rafe Spall, Jeremy Strong et Marisa Tomei
- 2015 : GALECA: The Society of LGBTQ Entertainment Critics de la meilleure révélation masculine de l’année dans une mini-série ou un téléfilm pour American Horror Story: Freak Show
- 2015 : Gold Derby Awards de la meilleure révélation masculine dans une mini-série ou un téléfilm pour American Horror Story: Freak Show
- 2015 : Phoenix Film Critics Society Awards de la meilleure distribution dans un drame biographique pour The Big Short : Le Casse du siècle, partagé avec Christian Bale, Steve Carell, Ryan Gosling, Brad Pitt, Melissa Leo, Hamish Linklater, John Magaro, Rafe Spall, Jeremy Strong et Marisa Tomei
- 67e cérémonie des Primetime Emmy Awards 2015 : Meilleur acteur dans un second rôle dans une mini-série ou un téléfilm pour American Horror Story: Freak Show
- 2015 : San Diego Film Critics Society Awards de la meilleure distribution dans un drame biographique pour The Big Short : Le Casse du siècle, partagé avec Christian Bale, Steve Carell, Ryan Gosling, Brad Pitt, Melissa Leo, Hamish Linklater, John Magaro, Rafe Spall, Jeremy Strong et Marisa Tomei
- 2015 : Southeastern Film Critics Association Awards de la meilleure distribution dans un drame biographique pour The Big Short : Le Casse du siècle, partagé avec Christian Bale, Steve Carell, Ryan Gosling, Brad Pitt, Melissa Leo, Hamish Linklater, John Magaro, Rafe Spall, Jeremy Strong et Marisa Tomei.
- 20e cérémonie des Washington DC Area Film Critics Association Awards 2015 : Meilleure distribution dans un drame biographique pour The Big Short : Le Casse du siècle, partagé avec Christian Bale, Steve Carell, Ryan Gosling, Melissa Leo, Hamish Linklater, John Magaro, Brad Pitt, Rafe Spall, Jeremy Strong et Marisa Tomei
- 2016 : Alliance of Women Film Journalists Awards de la meilleure distribution dans un drame biographique pour The Big Short : Le Casse du siècle, partagé avec Christian Bale, Steve Carell, Ryan Gosling, Brad Pitt, Melissa Leo, Hamish Linklater, John Magaro, Rafe Spall, Jeremy Strong et Marisa Tomei
- 14e cérémonie des Central Ohio Film Critics Association Awards 2016 : Meilleure distribution dans un drame biographique pour The Big Short : Le Casse du siècle, partagé avec Christian Bale, Steve Carell, Ryan Gosling, Melissa Leo, Hamish Linklater, John Magaro, Brad Pitt, Rafe Spall, Jeremy Strong et Marisa Tomei.
- 2016 : Georgia Film Critics Association Awards de la meilleure distribution dans un drame biographique pour The Big Short : Le Casse du siècle, partagé avec Christian Bale, Steve Carell, Ryan Gosling, Brad Pitt, Melissa Leo, Hamish Linklater, John Magaro, Rafe Spall, Jeremy Strong et Marisa Tomei.
- 2016 : Gold Derby Awards de la meilleure distribution dans un drame biographique pour The Big Short : Le Casse du siècle, partagé avec Christian Bale, Steve Carell, Ryan Gosling, Brad Pitt, Melissa Leo, Hamish Linklater, John Magaro, Rafe Spall, Jeremy Strong et Marisa Tomei.
- 2016 : Online Film & Television Association Awards de la meilleure distribution dans un drame biographique pour The Big Short : Le Casse du siècle, partagé avec Christian Bale, Steve Carell, Ryan Gosling, Brad Pitt, Melissa Leo, Hamish Linklater, John Magaro, Rafe Spall, Jeremy Strong et Marisa Tomei
- 2016 : Phoenix Film Critics Society Awards de la meilleure distribution dans une comédie musicale pour La La Land, partagé avec Rosemarie DeWitt, Ryan Gosling, Callie Hernandez, John Legend, Sonoya Mizuno, Jessica Rothe, Tom Everett Scott, J.K. Simmons, Emma Stone
- 22e cérémonie des Screen Actors Guild Awards 2016 : Meilleure distribution dans un drame biographique pour The Big Short : Le Casse du siècle, partagé avec Christian Bale, Steve Carell, Ryan Gosling, Melissa Leo, Hamish Linklater, John Magaro, Brad Pitt, Rafe Spall, Jeremy Strong et Marisa Tomei
- 2016 : Seattle Film Critics Awards de la meilleure distribution dans un drame biographique pour The Big Short : Le Casse du siècle,  partagé avec Christian Bale, Steve Carell, Ryan Gosling, Brad Pitt, Melissa Leo, Hamish Linklater, John Magaro, Rafe Spall, Jeremy Strong et Marisa Tomei
- 2017 : Gold Derby Awards de la meilleure distribution dans une comédie musicale pour La La Land (2016) partagé avec Rosemarie DeWitt, Ryan Gosling, Callie Hernandez, John Legend, Sonoya Mizuno, Jessica Rothe, Tom Everett Scott, J.K. Simmons, Emma Stone.
- Gold Derby Awards 2018 :
  - Meilleur acteur dans un second rôle dans une mini-série où un téléfilm pour The Assassination of Gianni Versace : American Crime Story
  - Meilleure distribution de l’année dans une mini-série où un téléfilm pour The Assassination of Gianni Versace : American Crime Story, partagé avec Joanna Adler, Annaleigh Ashford, Jon Jon Briones, Darren Criss, Penélope Cruz, Mike Farrell, Jay R. Ferguson, Max Greenfield, Judith Light, Ricky Martin, Dascha Polanco, Edgar Ramírez et Cody Fern
- 2018 : Online Film & Television Association Awards du meilleur acteur dans un second rôle dans une mini-série où un téléfilm pour The Assassination of Gianni Versace : American Crime Story
- 70e cérémonie des Primetime Emmy Awards 2018 : Meilleur acteur dans un second rôle dans une mini-série ou un téléfilm pour The Assassination of Gianni Versace : American Crime Story
- 24e cérémonie des Critics' Choice Movie Awards 2019 : Meilleur acteur dans un second rôle dans une mini-série ou un téléfilm pour The Assassination of Gianni Versace : American Crime Story
- 2021 : Critics' Choice Super Awards du meilleur acteur vilain dans une série télévisée dramatique pour Ratched